# Iphiaulax nigroluteus
Iphiaulax nigroluteus är en stekelart som beskrevs av Masi 1944. Iphiaulax nigroluteus ingår i släktet Iphiaulax och familjen bracksteklar. Inga underarter finns listade i Catalogue of Life.